# 大唐情史
《大唐情史》是中国大陆于2001年播出的一部唐朝古装剧。本剧以唐太宗女儿高阳公主为主线，属戏说历史类。片长30集，由龚若飞执导。

## 剧情
本劇是以高阳公主突破傳統理教的束縛，大膽追求男女情愛為主軸，她大膽向僧人辯機示愛，她跟哥哥吳王李恪也處於曖昧關係的手足之情，充分表現出唐朝豪放女的典型。
大唐帝國剛剛建立的第九個年頭，秦王李世民 ( 唐國強飾 ) 與哥哥太子李建成的皇位之爭到了白熱化的地步，終於引發了玄武門之變，李世民由此拉開了貞觀之治的序幕。
在玄武門之變中，李世民擄了太子妃玳姬 ( 建成之妻 )，生下了高陽公主。李世民登基後，生恐玳姬不安於現狀趁機謀反，於是將她關入禁宮，並請玄奘的高徒辯機 ( 時年15歲 ) 來禁宮為她講經修行。10歲的高陽公主，有一天誤闖禁宮，認識了玳姬和年僅15歲的辯機，由於母女連心，玳姬感應到高陽公主乃自己的親生女兒，於是成天吵著皇上要認女兒，皇上不堪其擾，只好將玳姬秘密遷往更遠的冷宮。
高陽公主與辯機在禁宮一見，情投意合，高陽公主長大後 ( 沈傲君飾 ) 主動示愛，但辯機礙於自己是出家僧人，而且有更重要的事必須處理，遲遲未接受高陽公主的感情。
皇上最終把高陽公主許配給丞相房玄齡之子房遺愛，她的婚姻成了父皇攏絡朝臣的籌碼。高陽公主對於王公貴族的生活方式及價值觀深感不滿，她與房遺愛有夫妻之名，卻無夫妻之實，她衝破了封建禮教的重重束縛，與辯機走到了一起，她不屑做房家的媳婦，更放棄了公主的頭銜和光環，義無反顧的離開了歌舞昇平的王公貴族，與辯機隱居在山林中.....

## 演员名单
| 演员   | 角色                    |
| 沈傲君 | 高阳公主                |
| 解 月  | 高阳公主（少女）        |
| 聂 远  | 辩机                    |
| 尹易凡 | 辩机（童年）            |
| 徐钵瓶 | 辩机（少年）            |
| 唐国强 | 唐太宗李世民            |
| 潘耀武 | 吳王李恪                |
| 李 彤  | 吳王李恪（少年）        |
| 潘粤明 | 房遗爱                  |
| 马晓伟 | 房遗直                  |
| 赵 倩  | 长孙皇后 ( 諡文德皇后 ) |
| 张 彤  | 玳姬（虚构人物）        |
| 颜丹晨 | 杨妃 ( 隋煬帝之女 )     |
| 沈 蓉  | 阴妃                    |
| 张世会 | 太子李建成              |
| 刘海波 | 齊王李元吉              |
| 钟 诚  | 太子                    |
| 陈冠泽 | （少年）                |
| 袁世龙 | 魏王李泰                |
| 刘 锷  | 李祐                    |
| 霍亚明 | 唐高宗李治              |
| 马 可  | 太子/晉王李治（少年）   |
| 岳跃利 | 房玄龄                  |
| 壮 丽  | 房夫人                  |
| 秦 岚  | 武才人                  |
| 许松源 | 魏 徵                   |
| 冯国强 | 长孙无忌                |
| 韩振华 | 阎立本                  |
| 叶小闽 | 文成公主                |
| 卢 勇  | 禄东赞                  |
| 王 频  | 侯君集                  |
| 高 亮  | 李道宗                  |
| 张 山  | 宗将军（虚构人物）      |
| 徐少华 | 玄奘                    |
| 刘京城 | 李安俨                  |
| 李 鑫  | 称心                    |
| 郑汝镐 | 李淳风                  |
| 李曙明 | 李君羡                  |
| 印小天 | 长孙蔷儿（虚构人物）    |
| 吴 静  | 白小姐（虚构人物）      |
| 丁 凯  | 庶戒（虚构人物）        |
| 盖 益  | 静奴（虚构人物）        |
| 赵尔玲 | 孚由（虚构人物）        |
| 陆 野  | 孚老汉（虚构人物）      |

## 外部連結
- 本劇新浪網站 （页面存档备份，存于）